# ميغ ستيوارت
ميغ ستيوارت (بالإنجليزية: Meg Stuart)‏ هي مصممة رقص ومؤلفة ومخرجة أمريكية، ولدت في 1965 في نيو أورلينز في الولايات المتحدة.

## وصلات خارجية
- الموقع الرسمي
- ميغ ستيوارت على موقع مونزينجر (الألمانية)
- ميغ ستيوارت على موقع ديسكوغز (الإنجليزية)